# Alessandro Cattelan

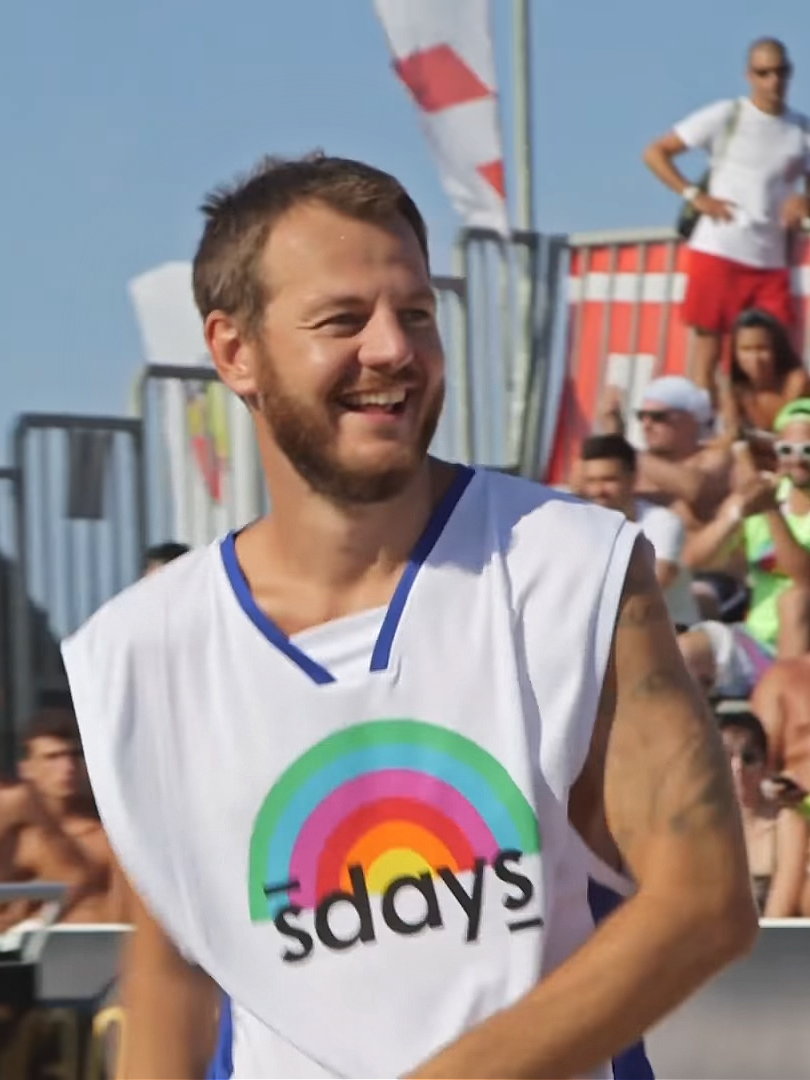
Alessandro Cattelan, 2017

Alessandro Cattelan (* 11. Mai 1980 in Tortona) ist ein italienischer Fernseh- und Radio-Moderator.

## Karriere
Cattelan begann seine Karriere 2001 beim Musikfernsehsender VIVA (später All Music), wo er die Sendung Viv.it (später Play.it) moderierte. Von 2003 bis 2005 präsentierte er zusammen mit Ellen Hidding die Kindersendung Ziggie auf Italia 1. Ab 2004 moderierte Cattelan verschiedene Sendungen für MTV Italia, darunter Total Request Live und Viva Las Vegas aus Las Vegas. 2006 war er erneut auf Italia 1 zu sehen, diesmal in der Sendung Le Iene. Außerdem gründete er zusammen mit Gianluca Quagliano das Hip-Hop-Duo 0131. Gleichzeitig übernahm er die Moderation einer Sendung für Radio 105.
Von 2006 bis 2008 moderierte Cattelan die Verleihung der MTV Awards Italien. 2008 begann er mit der eigenen Sendung Lazarus, in der er zusammen mit Francesco Mandelli durch die USA reiste. Noch im selben Jahr veröffentlichte er zusammen mit Niccolò Agliardi den Roman Ma la vita è un’altra cosa. 2009 war er erstmals im öffentlich-rechtlichen Fernsehen zu sehen, in der Sendung Quelli che il calcio von Simona Ventura auf Rai 2. Im Jahr darauf legte er mit Zone rigide ein weiteres Buch vor.
Der Durchbruch kam für Cattelan 2011, als er zu einem Aushängeschild von Sky Italia wurde. Dort übernahm er die Moderation der erfolgreichen Castingshow X Factor sowie eine Reihe weiterer Sendungen. Im selben Jahr erschien sein dritter Roman Quando vieni a prendermi?. 2013 startete er auf Radio Deejay seine Sendung Catteland. Auf Sky begann er 2014 mit der Late-Night-Show E poi c’è Cattelan. Außerdem übernahm er 2014 eine Hauptrolle im Film Ogni maledetto Natale. 2016 und 2017 präsentierte er die Verleihung des Filmpreises David di Donatello.
2020 beendete Cattelan seine Zusammenarbeit mit Sky. 2021 übernahm er zunächst eine Show auf Netflix, schließlich wurde auch eine neue Sendung für Rai 1 angekündigt. 2022 moderierte er zusammen mit Mika und Laura Pausini den ESC in Turin.

## Fernsehen
- Viv.it (VIVA, 2001–2002)
- Play It (All Music, 2002–2004)
- Ziggie (Italia 1, 2003–2005)
- Most Wanted (MTV, 2004)
- Viva Las Vegas (MTV, 2005)
- MTV Supersonic (MTV, 2005)
- Total Request Live (MTV, 2005–2008)
- Le iene (Italia 1, 2006)
- Total Request Live On Tour (MTV, 2006–2008)
- MTV Day (MTV, 2006–2008)
- TRL Awards (MTV, 2006–2008)
- Lazarus (MTV, 2008)
- Stasera niente MTV (MTV, 2008)
- Coca Cola Live @ MTV – The Summer Song (MTV, 2009)
- Quelli che il calcio e… (Rai 2, 2009–2011)
- Copa America Hoy (Sky Sport, 2011)
- X Factor (Sky Uno, 2011–2020)
- X Factor Daily (Sky Uno, 2011–2014)
- Italia Loves Emilia (Sky Prima Fila, 2012)
- Potevo farlo anch’io! (Sky Arte, 2013)
- E poi c’è Cattelan (Sky Uno, 2014–2020)
- Web Show Awards (La3, 2014)
- David di Donatello (Sky Uno, Sky Cinema 1, TV8, 2016–2017)
- Da grande (Rai 1, 2021)

## Radio
- 105 all’una (Radio 105, 2006–2012)
- Catteland (Radio Deejay, seit 2013)
- 50 Songs (Radio Deejay, 2015–2016)

## Filmografie
- 2014: Ogni maledetto Natale
- 2018: Sono tornato

## Bibliografie
- mit Niccolò Agliardi: Ma la vita è un’altra cosa. Mondadori, Mailand 2008, ISBN 88-04-57405-4.
- Zone rigide. Mondadori, Mailand 2010, ISBN 978-88-04-59692-9.
- Quando vieni a prendermi? Mondadori, Mailand 2011, ISBN 978-88-04-61722-8.

## Belege
1. ↑  0131 bei Discogs
2. ↑  Alessandro Cattelan, da settembre in prima serata su Rai 1. In: Repubblica.it. 12. Mai 2021, abgerufen am 9. September 2021 (italienisch).
3. ↑  Mika will host Eurovision 2022 alongside Laura Pausini and Alessandro Cattelan. 2. Februar 2022, abgerufen am 2. Februar 2022 (amerikanisches Englisch).

| Personendaten    | Personendaten                             |
| ---------------- | ----------------------------------------- |
| NAME             | Cattelan, Alessandro                      |
| KURZBESCHREIBUNG | italienischer Fernseh- und Radiomoderator |
| GEBURTSDATUM     | 11. Mai 1980                              |
| GEBURTSORT       | Tortona, Provinz Alessandria              |